# Ken Allen
Ken Allen (1971-2000) era el nom d'un orangutan de Borneo del zoo de San Diego. Va esdevenir un dels animals més populars de la història del zoo de San Diego, donada la seva capacitat per fugir amb èxit del seu tancat. Per aquesta raó, va rebre el sobrenom de «Houdini pelut».
Va néixer en captivitat al zoo de San Diego el 1971. Durant els anys vuitanta, Ken Allen va ser el centre de l'atenció del món, amb motiu d'una sèrie de tres fugues del seu tancat, el qual havia estat dissenyat a prova de fugues. Durant aquestes fugides, la primera el 13 de juny de 1985, la segona el 29 de juliol del mateix any, i la tercera el 13 d'agost de 1985, Ken Allen passejava tranquil·lament pel zoo observant els altres animals, i mai no va actuar amb violència ni agressivitat vers ningú. Els cuidadors del zoo es van veure inicialment confusos sobre com Ken Allen s'ho havia fet per escapar. Aleshores van començar a vigilar-lo per tractar d'enxampar-lo al moment de fugir i veure com s'ho feia, però van descobrir que Ken Allen semblava ser conscient que era observat per aquesta raó. Això va obligar els cuidadors a anar d'incògnit, fent-se passar per turistes, per poder descobrir la ruta que feia servir Ken Allen per fugir, però aquest no es va deixar enganyar. D'altra banda, altres orangutans van començar a imitar-lo i van fugir del tancat. Finalment els funcionaris del zoo van contractar escaladors experimentats, per tractar de trobar cada punt de suport del recinte que pogués permetre als orangutans fugir, i va gastar 40.000 dòlars en eliminar-los.
La capacitat de Ken Allen de burlar els seus vigilants, així com la seva docilitat durant les fugues, va donar lloc a la seva fama. Fins i tot va tenir el seu propi club de fans i va ser protagonista de samarretes, a la majoria de les quals hi posava «Allibereu Ken Allen». A més, li van dedicar la cançó The Ballad of Ken Allen.
Ken Allen va desenvolupar un càncer i va ser sacrificat el desembre de l'any 2000, quan tenia 29 anys.

## Reconeixement
La revista Time va incloure el 2011 la història de Ken Allen dins del Top Ten de fugues de zoos.